# James Hanson, Baron Hanson
James Edward Hanson, Baron Hanson (* 20. Januar 1922 in Huddersfield; † 1. November 2004 in Newbury) war ein britischer Unternehmer.

## Leben
James Hanson, Sohn eines Transportunternehmers, wurde im Jahr 1983 zu einem Life Peer als Baron Hanson, of Edgerton im County of West Yorkshire erhoben. Er kaufte Unternehmen auf, sanierte sie und verkaufte einen Teil mit Gewinn weiter. Den Rest gliederte er in ein wachsendes Konglomerat Hanson plc ein. Der Gesamtwert seiner Unternehmen wurde auf ca. 11 Milliarden Pfund veranschlagt. Nach der Übernahme des Tabakkonzerns Imperial Tobacco begann Anfang der 1990er der Stern des Milliardärs zu sinken, als der Versuch, den Chemiegiganten Imperial Chemical Industries zu übernehmen, fehlschlug. In Großbritannien tat sich Hanson durch großzügige Parteispenden hervor. Er war ein wichtiger Förderer der Konservativen Partei von Margaret Thatcher und ein starker Gegner der Europäischen Union.
Eine kurze Zeit lang war Hanson mit Hollywoodstar Audrey Hepburn verlobt.
Lord Hanson erlag im Alter von 82 Jahren einer 
Krebserkrankung.
| Personendaten    | Personendaten                                           |
| ---------------- | ------------------------------------------------------- |
| NAME             | Hanson, James Hanson, Baron                             |
| ALTERNATIVNAMEN  | Hanson, James Edward Hanson, Baron (vollständiger Name) |
| KURZBESCHREIBUNG | britischer Unternehmer                                  |
| GEBURTSDATUM     | 20. Januar 1922                                         |
| GEBURTSORT       | Huddersfield                                            |
| STERBEDATUM      | 1. November 2004                                        |
| STERBEORT        | Newbury                                                 |